# La Petite Aurore, l'enfant martyre
Pour les articles homonymes, voir Aurore.
Pour plus de détails, voir Fiche technique et Distribution.
La Petite Aurore, l'enfant martyre est un film québécois réalisé par Jean-Yves Bigras sorti en 1952.
L'histoire vécue d'Aurore Gagnon frappa l'imagination de l'ensemble du Québec en 1920. Son procès fortement médiatisé pour l'époque provoqua, dès l'année suivante, la création d'une pièce de théâtre. En effet, le 17 janvier 1921 fut créée au théâtre Alcazar de Montréal la pièce Aurore, l'enfant martyre qui connut un succès exceptionnel : pendant trente ans, de 1921 à 1951, la pièce fut jouée en tournée quasi ininterrompue et connue 6 000 représentations. Manda Parent, alors adolescente, joua le rôle d'Aurore à partir de 1925 et cela pour quelques années.
Le succès de la pièce de théâtre allait amener le projet du film.
À noter que ce fait historique fait aussi l'objet d'un tome de la série de romans Les Portes de Québec de l'historien et romancier Jean-Pierre Charland.

## Synopsis
Basé sur un fait vécu, le film raconte les sévices que dut subir la petite Aurore Gagnon (Yvonne Laflamme) de la part de sa belle-mère marâtre (Lucie Mitchell) à la fin des années 1910.

## Fiche technique
- Titre : La Petite Aurore, l'enfant martyre
- Réalisation : Jean-Yves Bigras
- Scénario : Émile Asselin, adapté de la pièce de théâtre Aurore, l'enfant martyre de Léo Petitjean et Henri Rollin
- Musique : Germaine Janelle (également organiste)
- Décors : Jacques Pelletier
- Accessoiriste : Percy-Arthur Graveline
- Photographie : Roger Racine
- Montage : Jean-Yves Bigras
- Son : Yves Lafond
- Société de production : L'Alliance Cinématographique Canadienne, Inc.
- Sociétés de distribution : Renaissance Films Distribution et la Warner Bros
- Studio : Équinoxe Films
- Format : Technique en noir et blanc au 1.33 : 1 - Son monophonique (Westrex Recording System) sur 35 mm
- Genre : drame biographique, mélodrame
- Pays d'origine :  Canada ( Québec)
- Durée : 102 minutes
- Budget : 59 000 $ CA
- Pays d’origine :  Canada ( Québec)
- Date de sortie :
  -  Québec : 25 avril 1952

## Distribution
- Yvonne Laflamme : Aurore Andois
- Lucie Mitchell : Marie-Louise Andois (la belle-mère)
- Paul Desmarteaux : Théodore Andois
- Janette Bertrand : Catherine
- Jean Lajeunesse : Abraham
- J. Léo Gagnon : Le médecin
- Marc Forrez :  Le curé
- Therese McKinnon : Delphine Andois
- Nana de Varennes : Melvina Andois
- Lucie Poitras : la mère de Catherine
- Roland D'Amour : Alphonse
- Adrien Laurion : Arthur
- André Poitras
- Pierrette Legare
- Rock Poulin : Maurice

## Autour du film
- Bien que La Petite Aurore, l'enfant martyre ait été un des premiers longs métrages québécois à être un succès public, le film est encore aujourd'hui considéré par la critique comme l'un des plus mauvais films québécois de l'histoire. Il a d'ailleurs donné son nom aux Prix Aurore.
- Son tournage a duré 14 jours et s'est déroulé à l'été 1951 à l'île Bizard.
- En salle, il a attiré 750 000 spectateurs et a rapporté 800 000 $ CA.
- Un livre "La petite aurore" par l'écrivain Emile Asselin édité par A.C.C.I. Film (Alliance Cinématographique Canadienne Inc.) est paru en 1952 en même temps que la sortie du film.